# Лисовский, Игорь Олегович
Игорь Олегович Лисовский (род. 12 октября 1954 года в Ленинграде) — советский фигурист, выступавший в одиночном и парном катании. В паре с Ириной Воробьёвой — чемпион мира 1981 года и чемпион Европы 1981 года. Заслуженный мастер спорта СССР.
Лисовский вместе с Воробьёвой выступал в ледовом театре Татьяны Тарасовой и Юрия Овчинникова «Все звёзды». В начале 1990-х годов уехал вместе с Ириной Воробьёвой в США, где по настоящее[какое?] время работает тренером в клубе по фигурному катанию Creve Coeur Figure Skating Club в городе Крив-Кур, штат Миссури.

## Семья
Жена — Ирина Николаевна Воробьёва (1958—2022), советская фигуристка, выступавшая в парном катании. Умерла в США, похоронена в России в Санкт-Петербурге на Гатчинском кладбище.
- Дочь — Алиса Игоревна Лисовская, родилась в США[8][9]. Мастер спорта международного класса[10]. Выступала в американской команде по синхронному катанию[8]. По состоянию на 2025 год входит в список аттестованных тренеров по фигурному катанию на коньках Санкт-Петербурга[9].

## Спортивные достижения
(в парном катании с И. Воробьёвой)
| Соревнования                     | 1978-79 | 1979-80 | 1980-81 | 1981-82 | 1982-83 |
| -------------------------------- | ------- | ------- | ------- | ------- | ------- |
| Чемпионаты мира                  | 4       |         | 1       | 5       |         |
| Чемпионаты Европы                | 2       |         | 1       | 3       |         |
| Чемпионаты СССР                  | 3       | 2       | 2       | 3       |         |
| NHK Trophy                       |         | 1       |         |         | 2       |
| Приз газеты «Московские новости» | 3       | 1       | 1       |         |         |

(в одиночном катании)
| Соревнования    | 1972-73 | 1973-74 |
| --------------- | ------- | ------- |
| Чемпионаты мира | 16      |         |
| Чемпионаты СССР | 5       | 6       |
| Кубок СССР      | 4       | 2       |